# Tiếng Hiw
Tiếng Hiw (đôi khi viết là Hiu) là một ngôn ngữ châu Đại Dương được nói trên đảo Hiw, thuộc quần đảo Torres của Vanuatu.
Nó khác với tiếng Lo-Toga, một ngôn ngữ thuộc nhóm Torres.

## Ngôn ngữ
Tiếng Hiw có 280 người nói và được coi là ngôn ngữ bị đe dọa.

## Âm vị học

### Nguyên âm
Tiếng Hiw có 9 nguyên âm. Tất cả đều là nguyên âm ngắn /i ɪ e ʉ ɵ ə o ɔ a/:
|          | Trước | Giữa làm tròn | Sau |
| -------- | ----- | ------------- | --- |
| Đóng     | i     | ʉ             |     |
| Gần đóng | ɪ     |               |     |
| Nửa đóng | e     | ɵ             | o   |
| Vừa      |       | ə             |     |
| Nửa mở   |       |               | ɔ   |
| Mở       | a     | a             | a   |

### Phụ âm
Tiếng Hiw có 14 phụ âm.
|                        | Đôi môi | Chân răng | Vòm | Ngạc mềm | Ngạc mềm-môi |
| ---------------------- | ------- | --------- | --- | -------- | ------------ |
| Tắc                    | p       | t         |     | k        | kʷ           |
| Mũi                    | m       | n         |     | ŋ        | ŋʷ           |
| Xát                    | β       | s         |     | ɣ        |              |
| Âm cạnh lưỡi tắc trước |         |           |     | ɡ͡ʟ       |              |
| Lướt                   |         |           | j   |          | w            |

Tất cả âm tắc đều vô thanh. Tiếng Hiw là ngôn ngữ Nam Đảo duy nhất trong kho phụ âm có một âm tiếp cận bên ngạc mềm tắc trước /ɡ͡ʟ/; âm vị phức tạp này là phụ âm nước duy nhất của tiếng Hiw.